# Città Studi
Città Studi (in milanese Cità di Studi) è un quartiere di Milano, della zona nord-orientale della città, appartenente al Municipio 3 e al NIL n. 22 "Città studi.
Il nome Città degli Studi in origine indicava la zona occupata dagli edifici del Politecnico di Milano, sito in Piazza Leonardo da Vinci, e le cinque facoltà scientifiche dell'Università degli Studi di Milano; in seguito venne esteso al quartiere che pian piano vi sorse, conseguentemente al crescere della città.
Nel quartiere sorgono il Politecnico, inaugurato il 22 dicembre 1927, (oggi sede Milano-Leonardo) e l'Università Statale (facoltà scientifiche), oltre a varie cliniche private e pubbliche tra cui l'Istituto nazionale per lo Studio e la Cura dei Tumori e l'Istituto Nazionale Neurologico Carlo Besta. È sede di numerose scuole elementari, medie e superiori.
Il 17 settembre 1970 il quartiere fu teatro del primo attentato terroristico a scopo punitivo perpetrato dalle Brigate Rosse, che fecero esplodere due bidoni di benzina in via Moretto da Brescia contro il box di Giuseppe Leoni, direttore centrale del personale della Sit-Siemens.

## Monumenti e luoghi d'interesse
- Politecnico di Milano - Piazza Leonardo da Vinci
- Università Statale di Milano (facoltà scientifiche)
  - Facoltà di Medicina e chirurgia
  - Facoltà di Medicina veterinaria
  - Facoltà di Scienze agrarie e alimentari
  - Facoltà di Scienze del farmaco
  - Facoltà di Scienze e tecnologie
  - Facoltà di Scienze motorie
- Succursale dell'Istituto di matematica applicata alle tecnologie informatiche (CNR)
- Istituto nazionale per lo studio e la cura dei tumori
- Istituto neurologico C. Besta
- Istituto Zooprofilattico Sperimentale della Lombardia e dell’Emilia Romagna
- Chiesa dei Santi Nereo e Achilleo
- Chiesa di San Pio X
- Casa Corbellini-Wassermann
- Teatro Leonardo

## Infrastrutture e trasporti
- Linea M2: stazione di Piazzale Piola

Il quartiere di Città Studi è attraversato nella sua parte occidentale dalla circonvallazione esterna (della 90/91).
Città Studi è servita da una stazione della linea M2 della metropolitana, Piola, che si trova sotto il piazzale omonimo. Inoltre, poco distante dal confine con il quartiere si trova, all'interno del confinante quartiere di Lambrate, la stazione omonima, servita da treni metropolitani, suburbani, regionali e nazionali.
Varie linee di autobus, di tram e di filobus, gestite da ATM, collegano Città Studi ai quartieri limitrofi, al centro di Milano (come le linee tranviarie 19 e 33) e a tutti i quartieri che sorgono lungo la circonvallazione.

## Galleria d'immagini

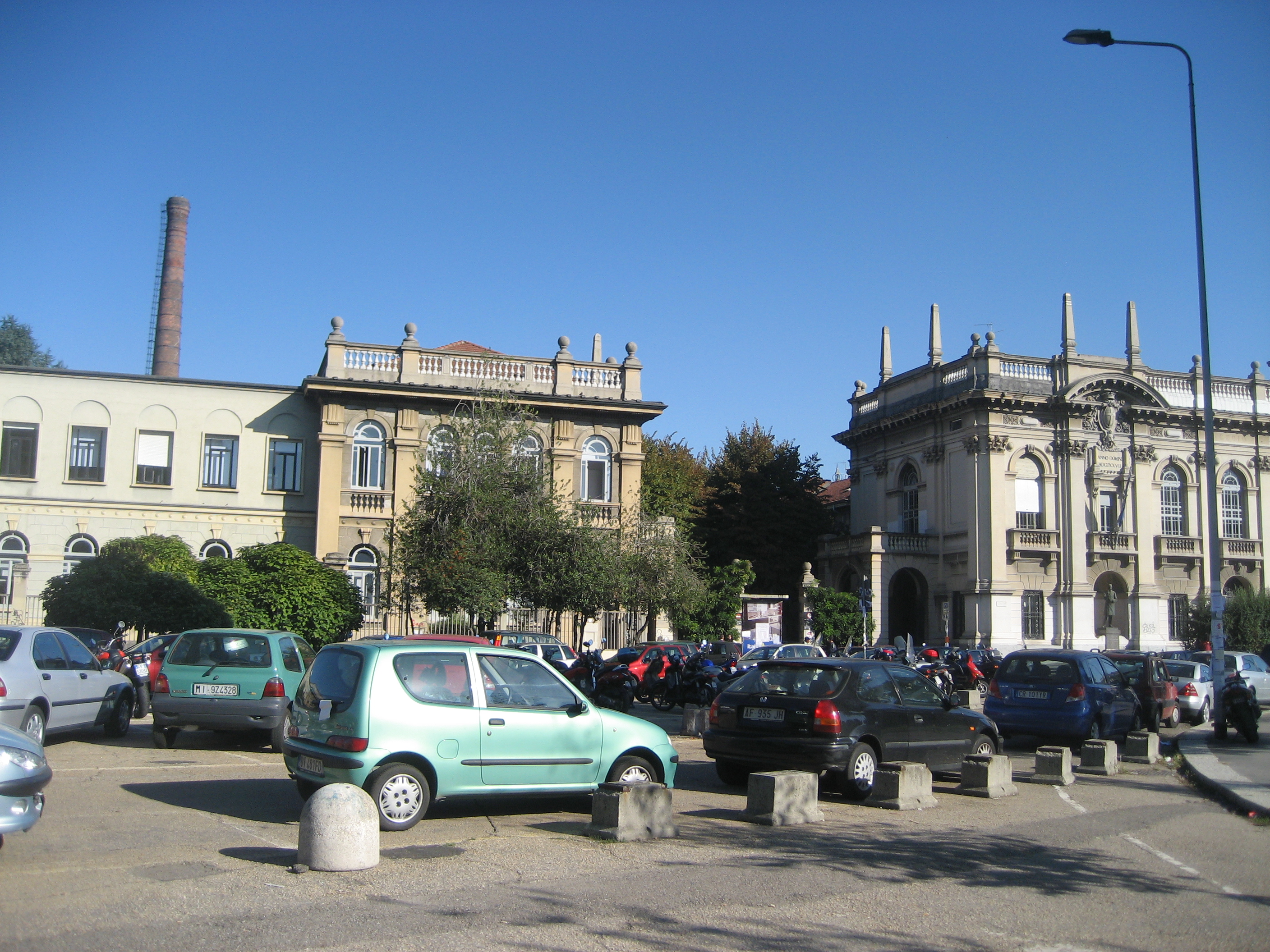
Sede storica del Politecnico di Milano in Piazza Leonardo da Vinci
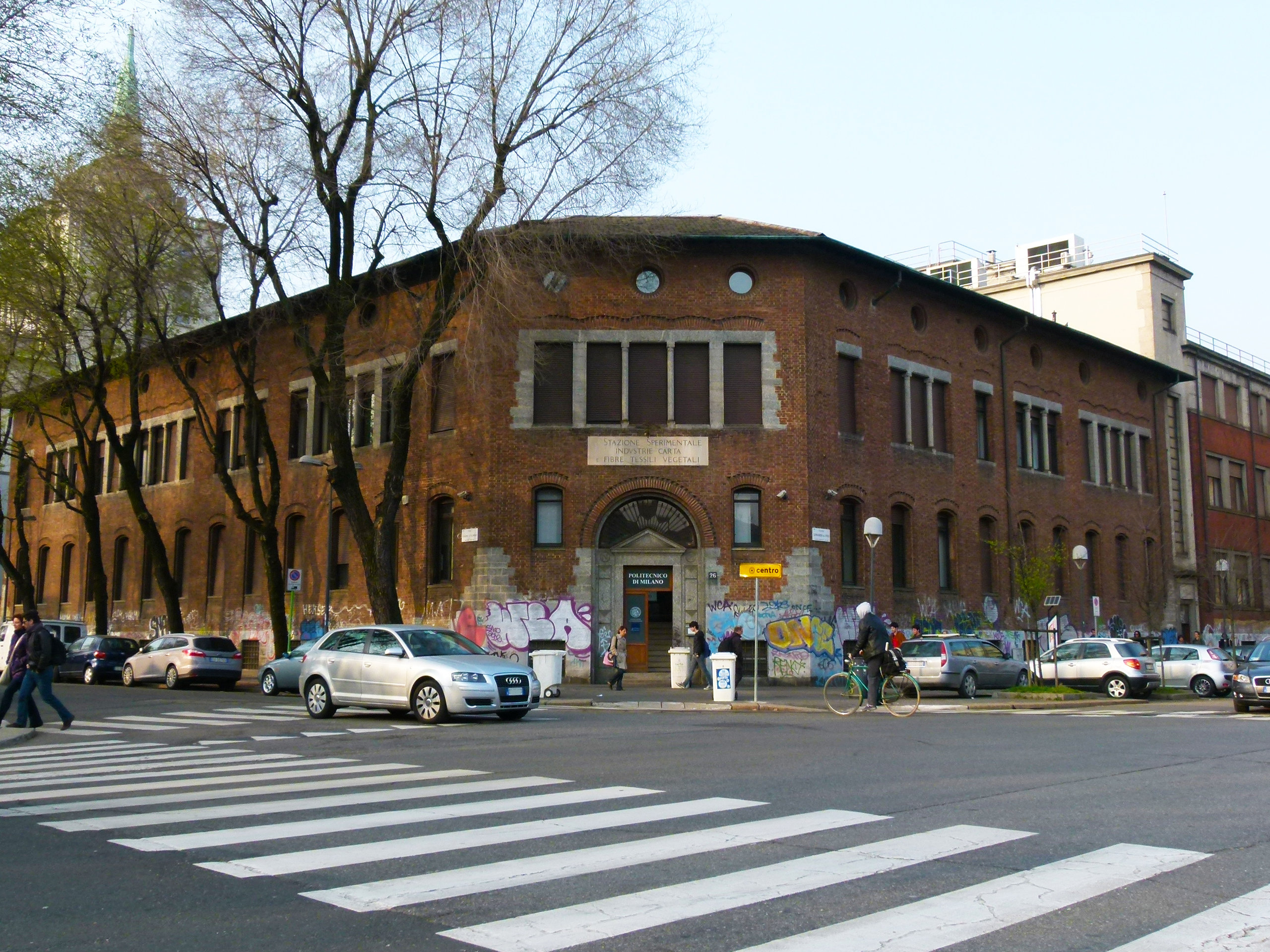
Sede della Stazione Sperimentale e uffici di presidenza dell'Alta Scuola Politecnica a Milano
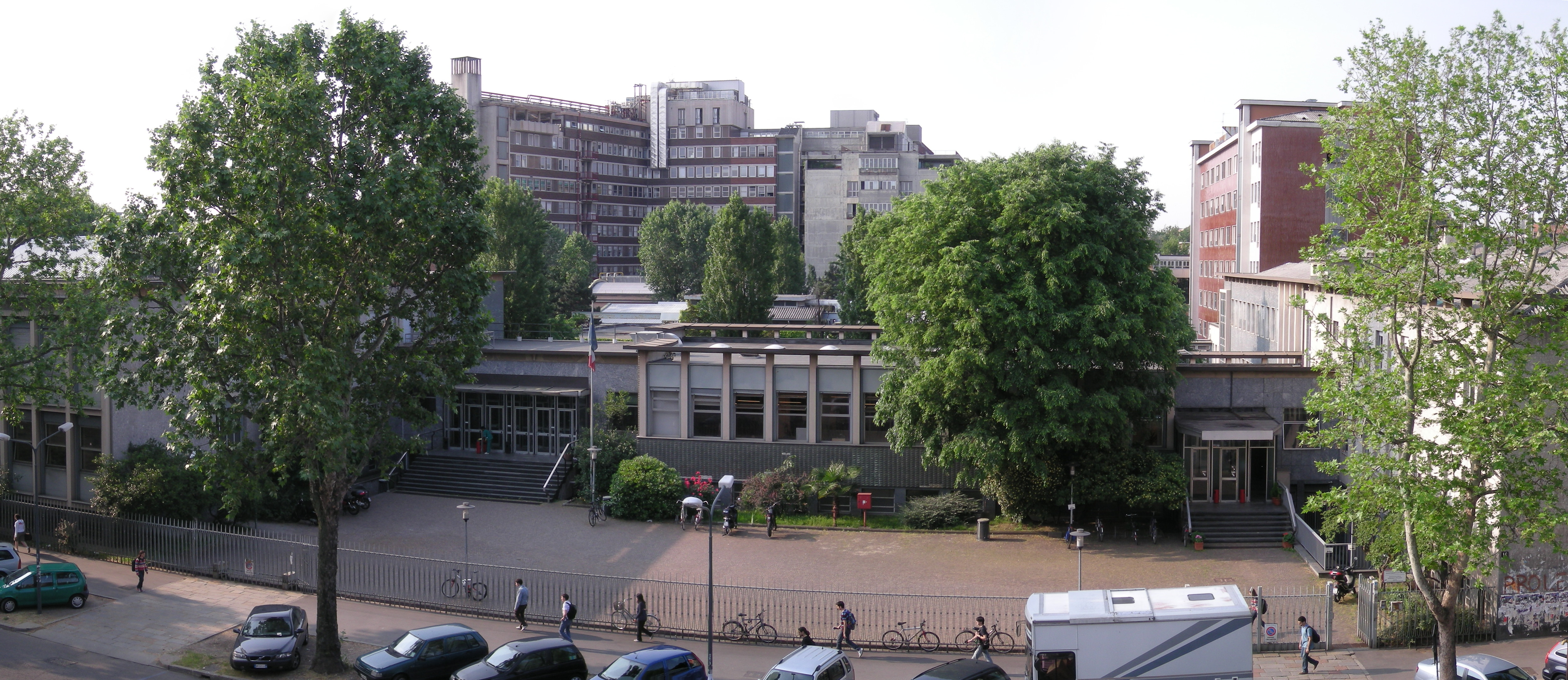
Dipartimento di Fisica della Statale in via Giovanni Celoria
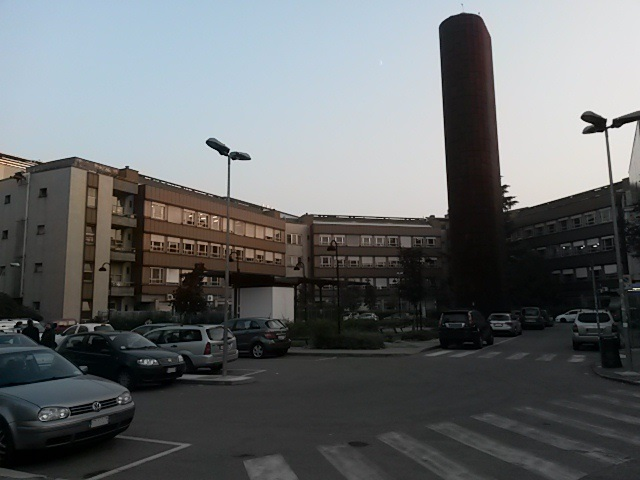
Settore didattico della Statale in via Giovanni Celoria
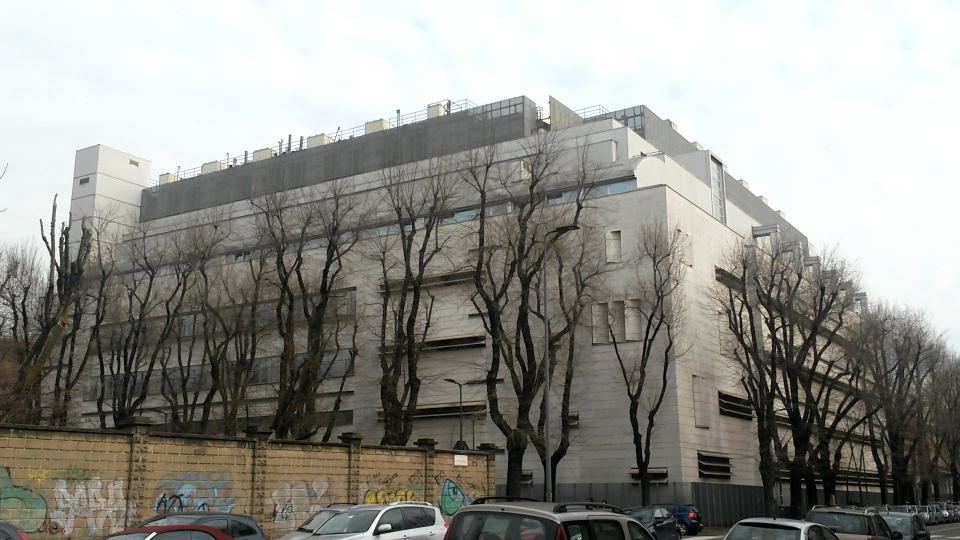
Edificio di Scienze Farmaceutiche dell' UNIMI in Via Mangiagalli
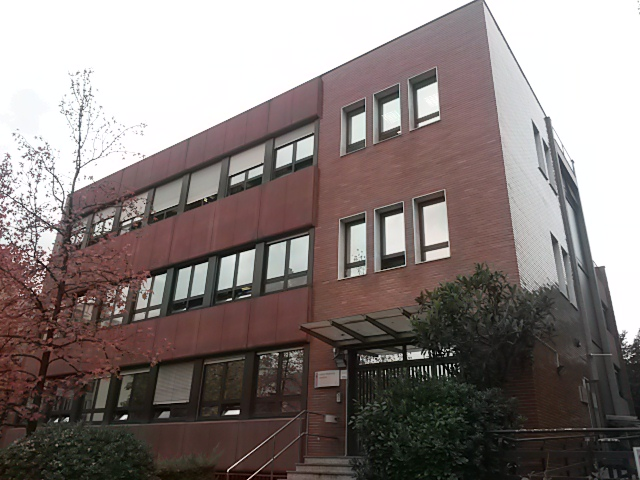
Edificio dell' UNIMI in via G. Venezian
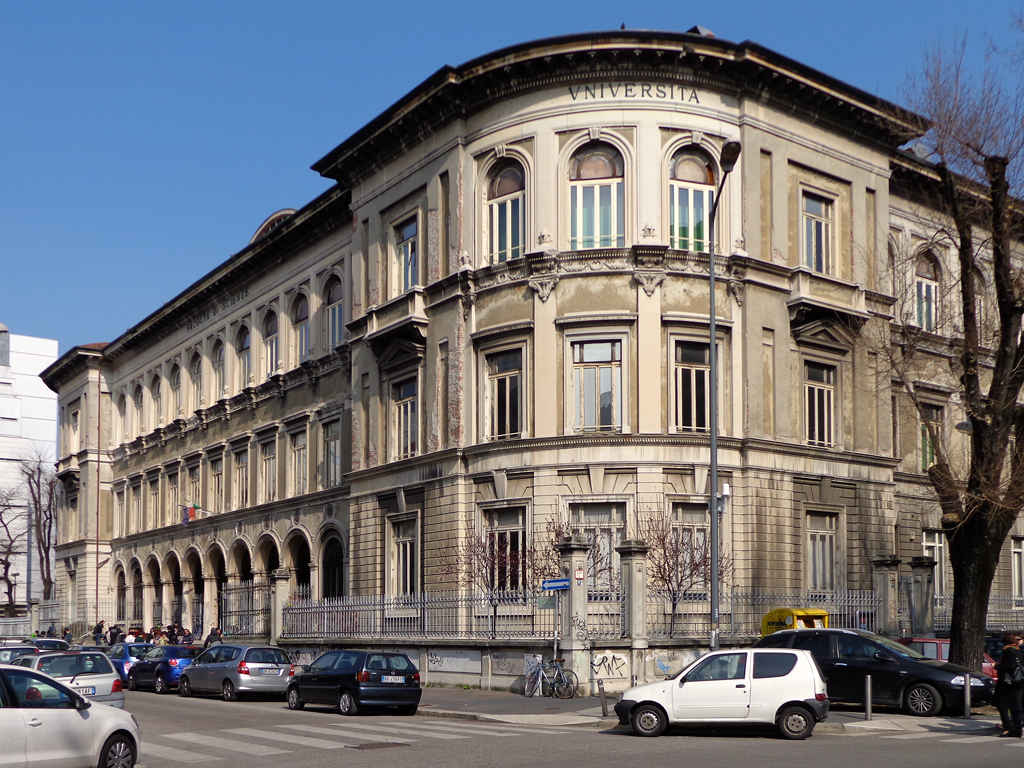
Dipartimento di Matematica "Federigo Enriques" di UNIMI in via C. Saldini
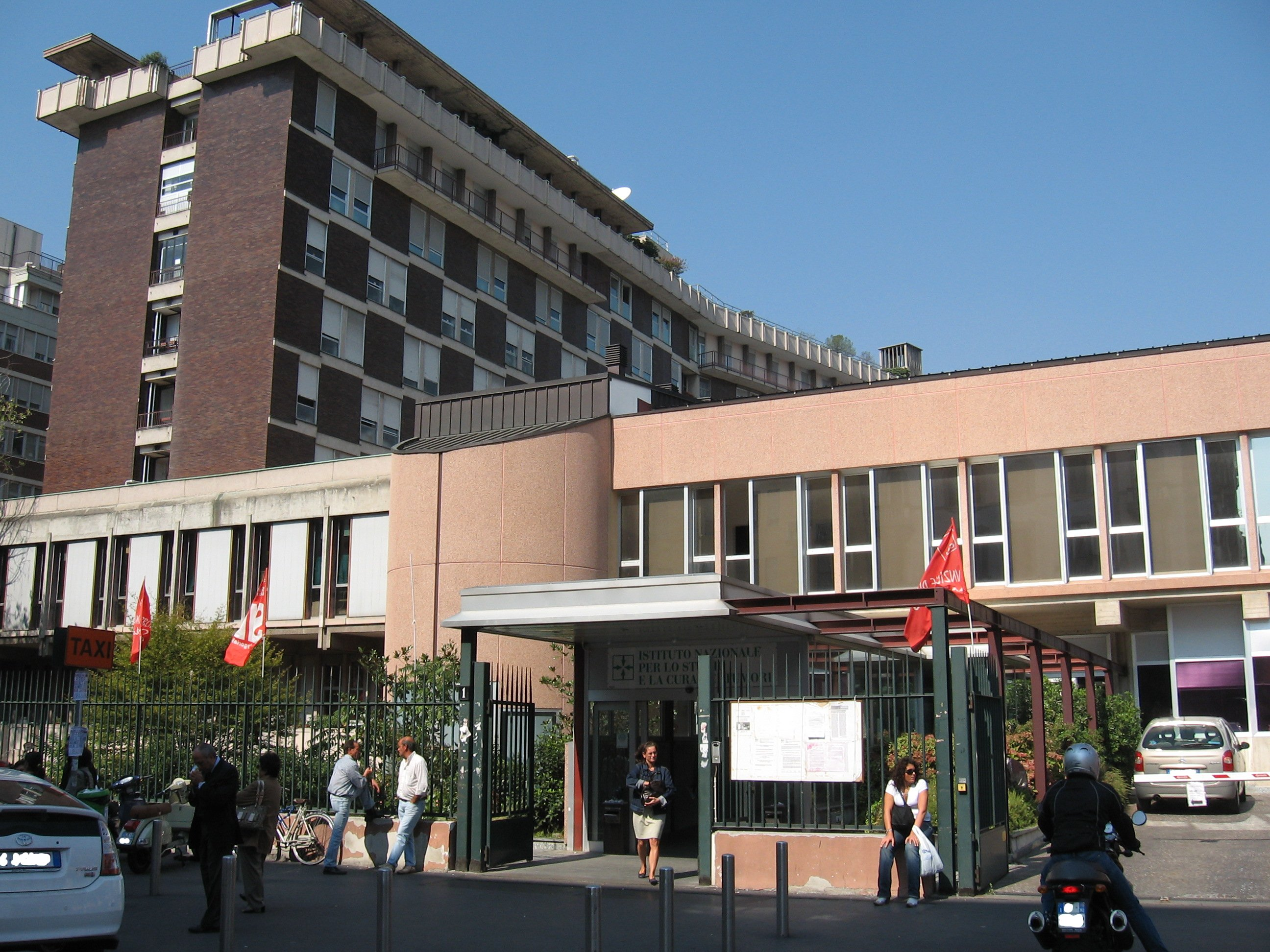
Fondazione IRCCS Istituto nazionale dei tumori in via G. Venezian
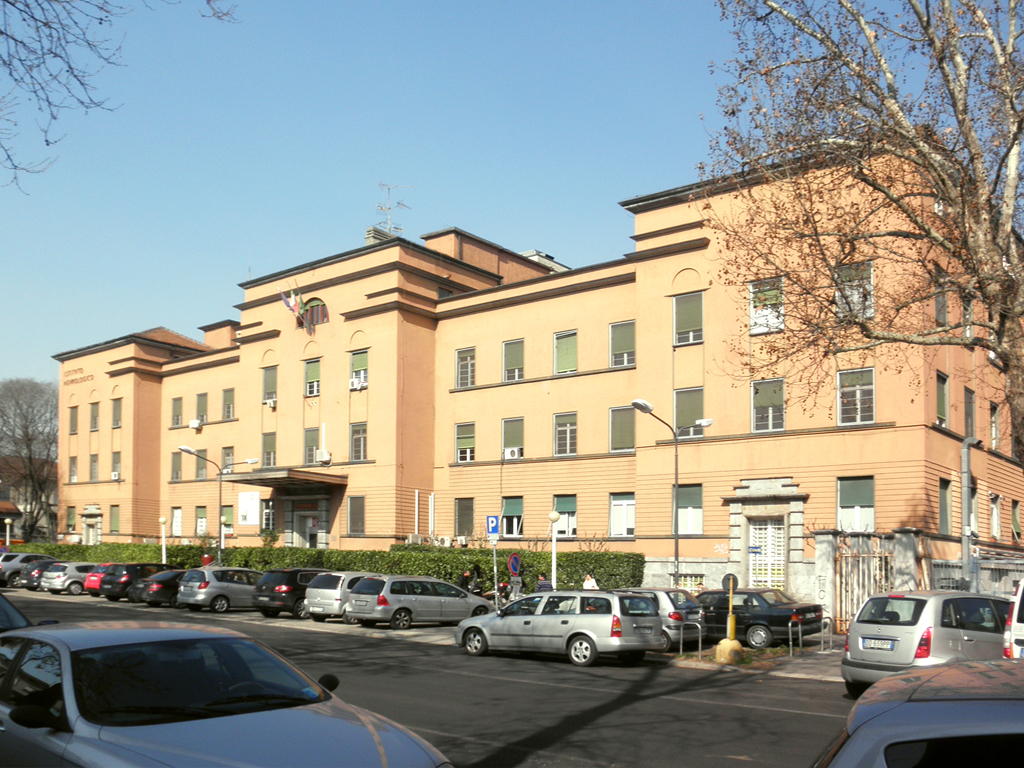
L’Istituto Nazionale Neurologico Carlo Besta in via G. Celoria
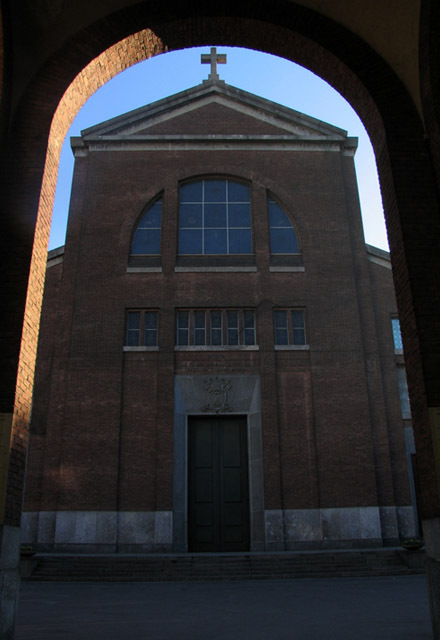
Basilica dei SS. MM. Nereo e Achilleo
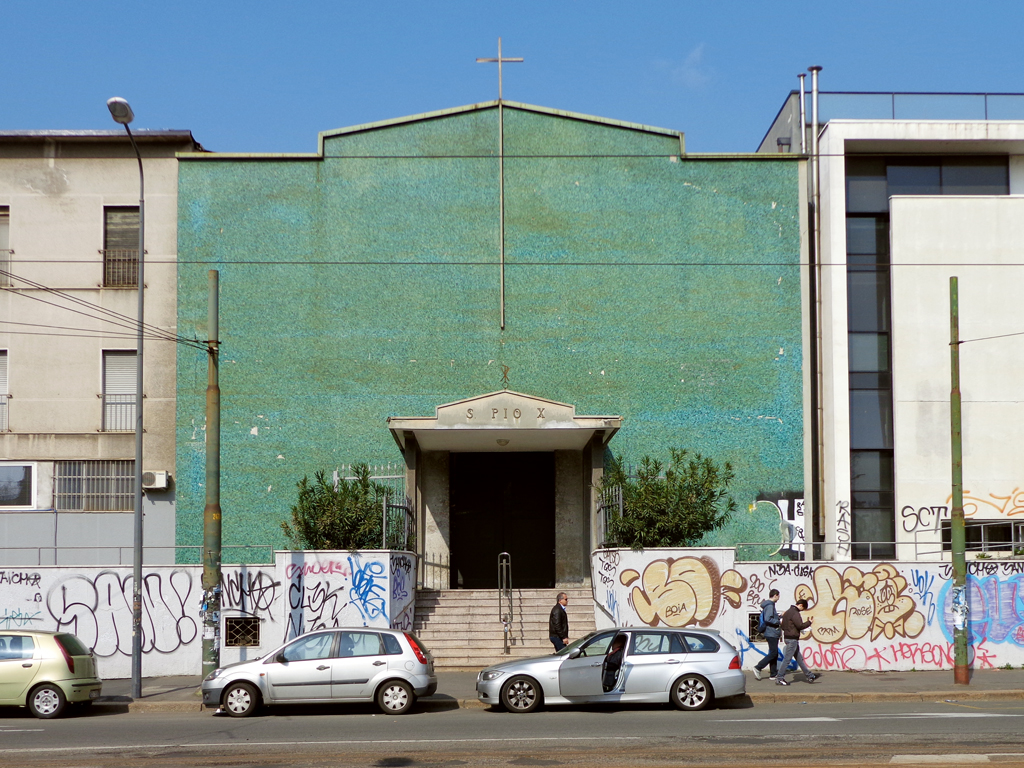
Facciata della chiesa San Pio X, in Piazza Leonardo da Vinci